# 馬扎比錫克教徒
馬扎比錫克教徒，是錫克教徒中一個分支。馬扎比可以翻譯成忠實的。 他們主要居住在印度旁遮普邦，拉賈斯坦邦和哈里亞納邦。
他們本是印度教中的不可接觸者，在17世紀中期因收葬被蒙兀兒皇帝奧朗則布在德里殺死的錫克教第9代祖師得格·巴哈都爾的屍首，他兒子戈賓德·辛格為了表示感谢接受他們成為錫克教徒並給他們起名為馬扎比(忠實)。他們也以軍事素質聞名錫克教徒卡爾薩軍隊，英屬印度軍隊和獨立後的印度軍隊。
在今天的馬扎比錫克教徒社區中，一個群體稱自己為Ranghreta並聲稱其地位較高，理由是他們的祖先是Bhai Jaita Ranghreta，當年將祖師頭顱收葬回來的達利特。
截至2011年，印度旁遮普邦有2633,921名馬扎比人，其中2,562,761人宣稱自己是錫克教徒，71,000人是印度教徒，160人是佛教徒。該州的預定種姓總人口為8,860,179。同時，拉賈斯坦邦有158,698名馬扎比人，包括11,582名印度教徒，147,108名錫克教徒和8名佛教徒。 141,681人居住在哈里亞納邦（11,485名印度教徒，]130,162名錫克教徒和34名佛教徒），460人居住在喜馬偕爾邦，[44] 3,166人住在昌迪加爾，[45] 2,829人住在德里NCT，6,038人住在北阿坎德邦，14,192人在北方邦。